# Metaanalys
Metaanalys är en studie av vetenskapliga publikationer, med syfte att dra slutsatser om den samlade vetenskapliga litteraturens gemensamma slutsats, således en studie av studier. En metaanalys är i allmänhet en del av ett systematiskt översiktsarbete.

## Metod
En metaanalys genomförs normalt inte på samma sätt som en vanlig vetenskaplig studie, där man samlar in och bearbetar originalobservationer. Istället handlar det om att statistiskt väga samman flera sådana originalstudier så att man får ett större observationsmaterial. Man gör alltså normalt inga egna originalobservationer utan sammanställer resultat från redan publicerade vetenskapliga artiklar. Man uppför ett studieprotokoll där metoden för studien specificeras. Där beskrivs till exempel hur man letar efter vetenskapliga artiklar i ämnet, hur dessa bedöms, inklusions- och exklusionskriterier för artiklarna och hur man räknar ut en samlad slutsats.
Metaanalysen redovisar det sammanvägda resultatet i form av ett jämförande resultatmått (till exempel oddskvot) med tillhörande konfidensintervall samt ett samlat resultatmått med tillhörande konfidensintervall. Proceduren ger en överblick över tillgängliga resultat och deras samstämmighet (homogenitet) och en sammanfattande uppfattning om huruvida publikationerna visar att en metod är bättre än en annan metod (eller bättre än ingen åtgärd alls).
Viktigt men ofta svårt är också att räkna ut hur stor del av det sammanställda resultatet som beror på olika former av bias.

## Nätverksmetaanalys

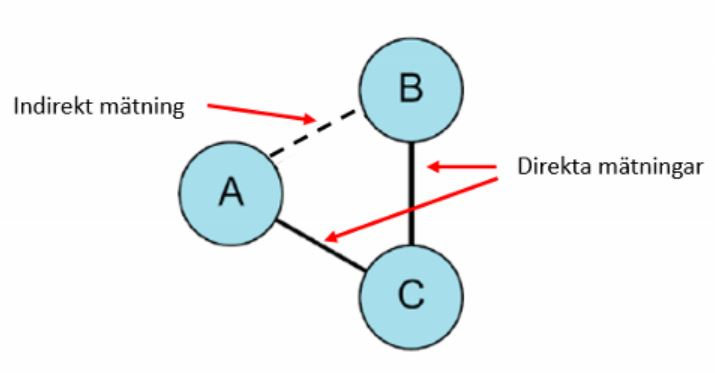
Exempel på indirekt jämförelse.

Nätverksmetaanalys är en generalisering av vanlig metaanalys, där man gör parvisa jämförelser, till nätverks metaanalys med datastrukturer där flera jämförelser görs parallellt varav en eller flera är indirekta exempelvis prövning A jämförs med B, B jämförs med C samt A jämförs med C där jämförelsen mellan A och B är indirekt (figur).
Ett grundläggande antagande vid nätverksmetaanalys är att direkta och indirekta jämförelser skattar samma parameter, det vill säga en direkt mätning av den relativa effekten mellan A och B är densamma som den indirekta mätningen av den relativa effekten mellan A och B vilken estimeras med direkta mätningar mellan till exempel A och C samt C och B (figur).
Nätverksmetaanalystekniker kan stärka inferensen på den relativa effekten av två behandlingar genom att inkludera både direkta och indirekta mätningar av relativa behandlingseffekter och samtidigt tillåta inferens på samtliga behandlingar med bibehållen randomisering.